# KAKOKU
『KAKOKU』（かこく）とはテレビ朝日系列にて放送されていたバラエティ番組である。2013年10月5日から毎週土曜日24:45 - 25:15（JST）にて放送されていたが、2014年1月放送からは、毎週木曜日26:21 - 26:51（JST）に放送時間が変更された。
番組のテーマは「賞金100万円をかけて芸人2組が挑む「過酷」なチャレンジを体感せよ！」。
第1弾として、ワールド・ワード・レース〜インドネシア編〜が放送されていたが、第2弾では舞台がネパールに移りルールも変更された。
ワールド・ワード・レース以降は、写真を使った人探しゲーム『迷宮島』が放送された。
いずれも、各シリーズごとにルールの一部が改編されて放送されていた。
2014年2月8日（日）15時30分からスペシャルサタデー枠で、ネパール編の特別編が放送された。レギュラー回では全編VTR形式で放送されていたが、特別編ではネパール全編の総集編ＶＴＲを、スタジオでいとうあさこ、アンガールズ田中卓志、ハライチ澤部佑が見守るという形式で放送されている。

## ワールド・ワード・レース（インドネシア編）

### プレイヤー
- マシンガンズ
- アップルパイン
- それぞれコンビ同士がチームとなって戦う。

### ルール
- 現地の言葉で書かれた指令（ミステリーコマンド）を解読し、相手より先にその指令を実行できれば賞金100万円獲得。
- ミステリーコマンドは、8つのセンテンスに分かれている。『①Ambil foto ②binatang ③liar ④yang punya empat ⑤taring ⑥besar ⑦dan tinggal di pulau ada di utara ⑧Pulau Komodo.』
- 地元の人に日本語とジェスチャーのみで聞き込みをする。
- スタートの前に、ヒントとして『①撮影せよ』というワードが与えられた。これにより、指令は「何かを撮影せよ！」というものだと分かる。
- 『ワードアタック』と呼ばれるイベントが訪れると、好きなワードを１つ選んで日本語訳を申告できる。正解すれば日本語訳のシールがボードに貼られ、不正解なら「今日の宿」か「明日の食事（スタート時に支給されたテンペ1日分）」を失ってしまう。
- タイムリミットは10日間で、時間切れの場合は両チーム失格となる。

## ワールド・ワード・レース（ネパール編）

### プレイヤー
- 響
- 秋山莉奈、木口亜矢
- 谷澤恵里香、KONAN （秋山、木口と入れ替わりで参戦）
- それぞれがチームとなって戦う。

### ルール
- 100万円の在り処が書かれたミステリーコマンドが２チームに渡される。
- ミステリーコマンドは、4つの虫食いがある。『100万円は、■■■■を見ながら　■■■■を超える　■■■■で　■■■■した先にある』
- 虫食いワードを手に入れるにはゲリライベントをクリアしなければならない。
- ゲリライベントは全部で4つ。もしクリアできなければ、ワードは得られないまま。
- 全てのゲリライベント終了後、100万円捜索レースがスタート。
- タイムリミットは3日間で、時間切れの場合は両チーム失格となる。

### リトライルール
- レース終了後、敗者チームには「君たちに復活のチャンスを与える。ネパールのどこかに再び100万円を設置した」と告げられた。
- ミステリーコマンドは一新され、さらに新たなプレイヤー（谷澤恵里香・KONAN）が参入してレースがスタートした。
- 新たなミステリーコマンドにも、同じく4つの虫食いがある。『100万円は、■■■■の先に　■■■■を持つ　■■■■の　■■■■にある』と書かれている。

## 迷宮島①

### プレイヤー
- 杉原杏璃：迷い人
- JOY (ファッションモデル)：捜索プレイヤー
- それぞれがパートナーとなって協力して挑む。

### ルール
- 日本のどこかにいる迷い人（杉原杏璃）、それを探し、見つけ出す捜索プレイヤー（JOY）が2人で協力しながらゲームを進める。
- 迷い人（杉原杏璃）は、定期的に写真を捜索プレイヤー（JOY）に送信。
- 撮影する写真に文字情報を載せることはできない。
- その写真を手掛かりに、JOYは日本全国から杉原杏璃を探さなければならない。
- 制限時間は30時間。それまでに見つけ出せば賞金50万円獲得となる。
- ただし、捜索にかかった交通費や食費は賞金から差し引かれる。

## 迷宮島②

### プレイヤー
- 吉木りさ、丸高愛実：迷い人
- ロッチ：捜索プレイヤー
- それぞれがパートナーとなって協力して挑む。

### ルール
- 基本ルールは迷宮島①と同じだが、写真を送る時間は自由になった。代わりに写真の枚数が制限されている。
- 制限時間は30時間。賞金は100万円。

## 迷宮島③

### プレイヤー
- ラブリ：迷い人
- 小島よしお、狩野英孝：捜索プレイヤー
- 小島よしおと、狩野英孝は敵同士。

### ルール
- 日本のとある寺にいるラブリを、先に見つけ出せば勝利。
- 手掛かりは、ラブリが送る5枚の写真。
- ラブリは許可無く寺の外に出ることができず、ゲーム中は寺で修行を受け続ける。
- 制限時間は12時間。賞金は30万円。
- ラブリは、捜索プレイヤーのどちらか一方が来てくれれば、賞金を山分けできる。

## 放送局
| 放送対象地域 | 放送局              | 系列           | 放送時間           | 放送開始日    | 遅れ日数            |
| ------------ | ------------------- | -------------- | ------------------ | ------------- | ------------------- |
| 関東広域圏   | テレビ朝日          | テレビ朝日系列 | 木曜 26:21 - 26:51 | 2013年10月5日 | 制作局              |
| 日本全国     | テレ朝チャンネル1   | CS放送         | 水曜 18:00 - 18:30 | 2013年11月6日 | 32日遅れ 再放送あり |
| 青森県       | 青森朝日放送（ABA） | テレビ朝日系列 | 金曜 25:50 - 26:20 | 2014年1月10日 | 最終週は休止        |

過去
- 山口朝日放送：2013年10月21日から月曜 24:15 - 24:45で放送されていたが、2013年12月9日にインドネシア編の放送が終了したと同時に打ち切りとなった。

## スタッフ
- ナレーター：若本規夫
- 構成：渡辺勇穂、若林寛朗、大草芳樹
- カメラ：月村圭、松本良、星野信男、松山慎治、三好隆太
- 音声：星照光、小野里麻美、稲見勝、北島静香
- 編集：永田雅士
- MA：高橋正敏
- 音響効果：井上竜一
- TK：多田羅英子
- 美術：小笠原吾郎
- CG：鈴木哲
- 編成：西勇哉
- 宣伝：吉原智美
- 制作スタッフ：井上穂菜美、高木快郎、増井政憲、長内拓
- アシスタントプロデューサー：大西雄一、ロクサナ・リー
- ディレクター：植田弘樹、山崎智史、勝村武史、大西耕太
- 演出：秋永真吾（トップシーン）
- プロデューサー：大坪大祐（テレビ朝日）、上條昌樹（トップシーン）、永瀬琢也（トップシーン、以前はAP）
- ゼネラルプロデューサー：粟井淳（テレビ朝日）
- 制作協力：トップシーン
- 制作著作：テレビ朝日